# I Am King
I Am King is een Amerikaanse posthardcoreband afkomstig uit Allentown, Pennsylvania.

## Biografie
De band werd in 2010 opgericht en bracht op 9 september 2011 haar zelf-getitelde debuut-EP uit. Eind 2012 was de band het voorprogramma voor bands als Chiodos en The Word Alive en speelde de band twee shows in Canada als voorprogramma voor Pierce the Veil, Sleeping With Sirens en Crown the Empire. Het leverde de band een contract op bij Rise Records, waar ze op 14 oktober 2013 hun debuutalbum Onehundred uitbrachten. Datzelfde jaar speelde de band onder andere op het Skate and Surf Music Festival en ondersteunden ze bands als Like Moths to Flames voor de Scream it Like Yuu Mean It Tour.
In 2014 deed de band een tournee door Noord-Amerika als hoofdprogramma, waarbij It Lives, It Breathes het voorprogramma verzorgde. Plannen om later dat jaar een nieuwe EP uit te brengen moesten uitgesteld worden, omdat de band door Rise Records van het rooster gehaald werd. De band zette een GoFundMe-pagina op en produceerde het album zelfstandig in hun eigen studio. Nadat het album op 22 maart 2015 gelekt werd, besloot de band die avond nog het album dan maar zelf te streamen.
In 2017 bracht de band een akoestische EP uit.

## Bezetting[5]
| Huidige Formatie - Angel Flores - vocalen - Nathan Rodriguez - vocalen - Dan Artim - gitaar - Justin Mitchel - gitaar - Tito Rivera - drums - Jake Tacker - bas | Voormalige leden - Sam Sky - vocalen - Nate Newhard - vocalen |

## Discografie
Studioalbums
- 2013 - Onehundred
- 2015 - Solidarity

Ep's
- 2012 - I Am King
- 2017 - Acoustic